# ジミー・マクラーニン
ジミー・マクラーニン（Jimmy McLarnin、1907年12月19日 - 2004年10月28日）は、アイルランド出身の男性元プロボクサー。元世界ウェルター級チャンピオン。1930年代、米国を襲った世界恐慌を背景に、強打と技巧で幾多の名勝負を演じ、当時全階級最強とも言われた名王者。

## 経歴
ベルファスト生まれ。貧しい一家はカナダに渡り、ジミー少年は定住先のバンクーバーでボクシングと出逢う。父の友人であった漁師の網元、ポップ・フォスターがマクラーニンの素質に目を付け、ボクシングジムを開設して育成に乗り出し、1923年、フライ級でプロデビューする。
チャンスを求めてフォスターとともにサンフランシスコヘ移住。当時は世界恐慌のさなか、巷は試合の口を求めるボクサーで溢れていたが、フォスターはその才覚で次々にマッチメイクを成功させ、マクラーニン自身の精進もあって、次第に西海岸の人気ボクサーとなっていった。
因みに、終生独身のままマクラーニンを支えたフォスターの献身的な努力と情愛は実の父親以上であったとも言われ、自らの死に際してはマクラーニンに20エーカーの土地を遺産として残したというエピソードが伝わっている。
クラウチング・スタイルから放つ右の強打と巧みな防御で、1925年7月4日、偉大なジミー・ワイルドから世界フライ級王座を奪ったばかりのパンチョ・ビラを判定で破ったほか、ジャッキー・フィールズやベニー・レナードといった元世界王者からも次々に金星を挙げる。そして1933年5月29日、ロスでヤング・コーベット3世を1回2分37秒でKO、世界ウェルター級チャンピオンとなった。
1934年5月28日、ロングアイランドで行われた初防衛戦の相手となったのは、生涯最大の敵となるバーニー・ロスであった。この試合、マクラーニンはロスのラッシュに押し切られ、判定負けで王座を奪われてしまう。同年9月17日、今度はマクラーニンが判定で雪辱、王座を奪回するが、1935年5月28日、再びロスに王座を奪い返された。
ロスとの第三戦については、試合内容はマクラーニンが勝っていたとの声もあり、マクラーニンは再度ロスに挑戦する意向を持っていたようだが、ロスが余りに金銭的に不利な契約条件を突きつけたため、実現しなかったと言われている。
結局、1936年、元ライト級世界王者のルー・アンバースを下したのがラスト・ファイトとなった。晩年は会社を経営するなど、悠々自適の生活であったという。

## 通算戦績
68戦54勝（21KO）11敗3引分け